# ホセ・マヌエル・アバスカル
ホセ・マヌエル・アバスカル・ゴメス (José Manuel Abascal Gómez、1958年3月17日-)は、スペインの陸上競技選手。1984年ロサンゼルスオリンピック男子1500mの銅メダリストである。
カンタブリア州コルベラ・デ・トランソ出身。1500mの自己ベストは1986年に記録した3分31秒13である。

## 主な実績
| 年   | 大会                 | 場所                                 | 種目  | 結果 | 記録    |
| ---- | -------------------- | ------------------------------------ | ----- | ---- | ------- |
| 1982 | ヨーロッパ陸上選手権 | アテネ（ギリシャ）                   | 1500m | 銅   | 3:37.04 |
| 1984 | オリンピック         | ロサンゼルス（アメリカ合衆国）       | 1500m | 銅   | 3:34.30 |
| 1987 | 世界室内陸上選手権   | インディアナポリス（アメリカ合衆国） | 1500m | 銀   | 3:39.13 |